# Виесатская волость
Вие́сатская волость (латыш. Viesatu pagasts) — одна из двух территориальных единиц Яунпилсского края Латвии. Находится на северо-западе края. Граничит с Яунпилсской волостью своего края, Ирлавской волостью Тукумского края, Земитской и Зантской волостями Кандавского края и Ремтской волостью Броценского края. Расстояние до Риги 95 км.
Крупнейшими населёнными пунктами волости являются сёла Виесатас (волостной центр) и Рави. Более 40 % территории волости занимает лес. Протекают реки: Виесата, Прусене и Кункурупе. Работают библиотека, фельдшерский пункт, почтовое отделение.

## История
Виесатская волость сформировалась на землях Струтельского поместья, ныне находящегося на территории соседней Яунпилсской волости. До 1891 года здесь находилась Ремтско-Виесатская волость, до 1927 года — Ремтская волость, до 1945 года — Струтельская волость Туккумского уезда. В 1945 году в состав волости входили Виесатский и Струтельский сельские советы.
После отмены в 1949 году волостного деления Виесатский сельсовет входил в состав Тукумского района. В 1954 году к Виесатскому сельсовету был присоединён Струтельский сельсовет. В 1961 году — часть Гренчского сельсовета. В 1975 году часть Виесатского сельсовета была присоединена к Дегольскому сельсовету.
В 1990 году Виесатский сельсовет был реорганизован в волость. В 2009 году, при расформировании Тукумского района, Виесатская волость вошла в состав созданного Яунпилсского края.